# 伊克巴爾·席巴
伊克巴爾·席巴（英語：Iqbal Theba，1963年12月20日—）是一名美国巴基斯坦裔男演员。他的知名角色有电视连续剧《欢乐合唱团》中的费校长（Principal Figgins）和获得第91屆奧斯卡金像獎最佳影片的电影《幸福綠皮書》的Amit。